# Bettrather Straße 63 (Mönchengladbach)

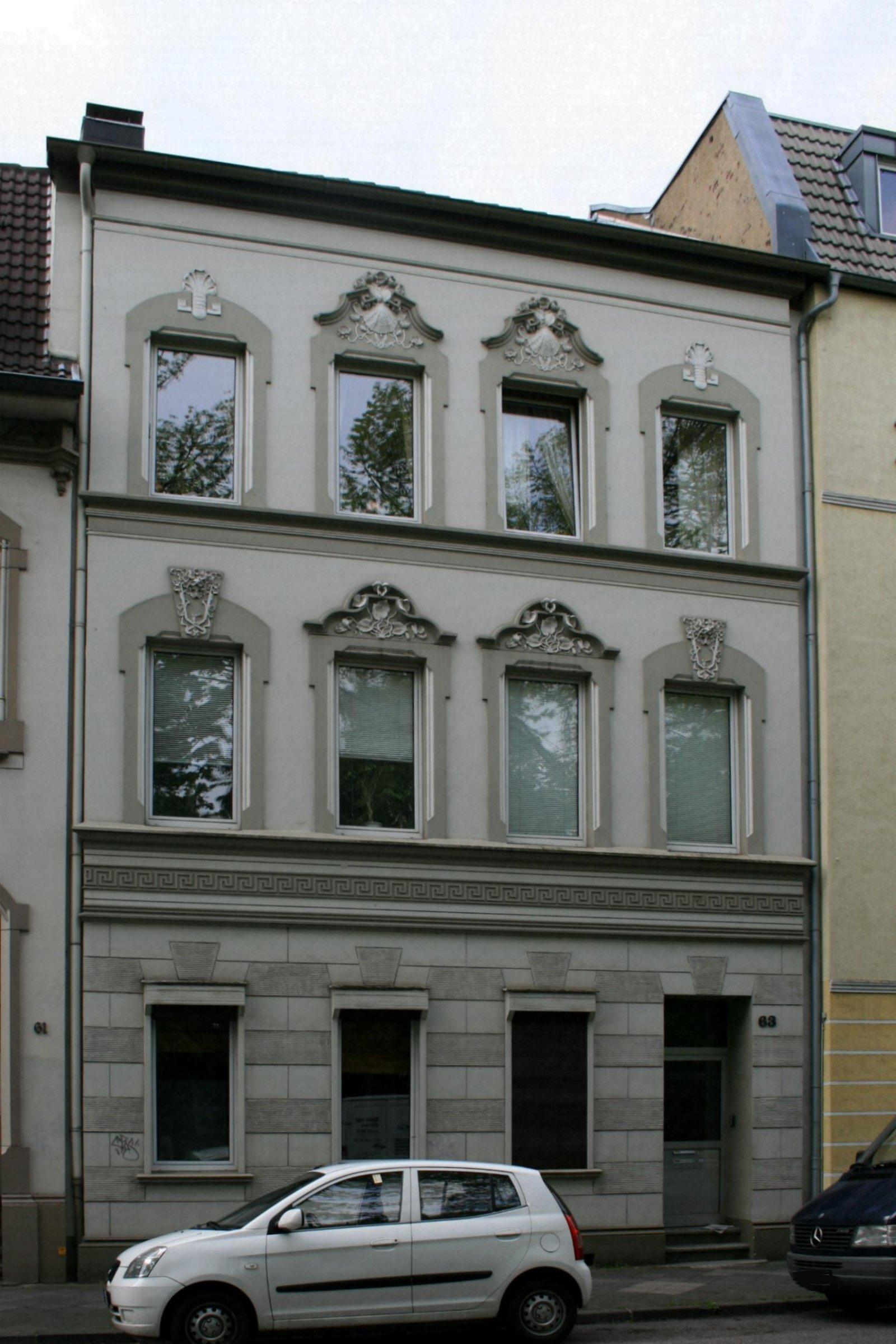
Wohnhaus (2010)

Das Wohnhaus Bettrather Straße 63 befindet sich in Mönchengladbach (Nordrhein-Westfalen).
Das Gebäude wurde 1904 erbaut. Es ist unter Nr. B 146 am 28. März 1995 in die Denkmalliste der Stadt Mönchengladbach eingetragen worden.

## Architektur
In unmittelbarer Nähe des Bunten Gartens steht das dreigeschossige Vierachsenhaus (mit zweigeschossigem Anbau) in traditioneller, geschossweiser Gliederung mittels Sockel-, Stockwerk- bzw. Sohlbank- und Traufgesims. Zusätzliche Betonung der Horizontalen durch breites Friesband zwischen Erdgeschoss und erstem Obergeschoss. Fensterdisposition in regelmäßiger Reihung bei gleichförmig hochrechteckigen Fensterformaten. Die Fenster des Erdgeschosses sind glatt in die Wandfläche eingeschnitten und nur durch Schlusssteinimitation akzentuiert; die ohrengerahmten Öffnungen der beiden Obergeschosse mit Giebelbekrönungen bzw. ornamental umgeformten Schlusssteinen architektonisch angereichert. Der Hauseingang in der rechten Achse ist analog schlicht wie die begleitenden Fensteröffnungen gestaltet. Ein flach geneigtes Satteldach schließt das Gebäude ab.